# Михайлов, Михаил Павлович
Михаил Павлович Михайлов (12 января 1947, Балаково, Саратовская область — 23 ноября 2007, Таганрог, Ростовская область) — российский актёр театра, заслуженный артист РСФСР (1990), народный артист России (2006).

## Биография
Родился 12 января 1947 года в г. Балаково Саратовской области.
Учился в Саратовском театральном училище им. И. А. Слонова, которое окончил в 1971 году.
В период с 1982 года по 2005 год работал в Ставропольском театре драмы.
Скончался 23 ноября 2007 года в Таганроге на 61-м году жизни.

## Основные роли
- «Дама с камелиями» (Арман Дюваль) — 1986
- «Я стою у ресторана» (Он) — 1987
- «Он завещал её нации» (Нельсон) — 1988
- «Женское Постоянство» (Джон Мидлтон) — 1989
- «Фаворит» (князь Потёмкин) — 1990
- «Королева Марго» (герцог Гиз) — 1991
- «Крыша поехала» — 1992
- «Пигмалион» (Хиггинс) — 1993
- «Он медлит…» (Одиссей) — 1993
- «Дядя Ваня» (Астров) — 1994
- «Правда хорошо, а счастье лучше» (Сила Ерофеевич Грознов) — 1994
- «Филумена» (Доменико) — 1995
- «Маскарад» (Арбенин) — 1995
- «Чествование» (Скотти Темплтон) — 1996
- «Великий обольститель или последняя ночь Казановы» (Казанова) — 1997
- «Последняя женщина сеньора Хуана» (дон Хуан) — 1998
- «Женитьба» (Кочкарев) — 1999
- «Шут Балакирев» (царь Пётр) — 2000
- «Анна Каренина» (Каренин) — 2003